# Gabriela Roepke
Gabriela Roepke (Santiago, 1920 - 2013) fue una dramaturga, actriz, poeta y ensayista chilena. Ha sido catalogada como una de "las grandes voces femeninas del teatro" en Chile.

## Biografía
Nacida en Santiago y siendo la mayor de tres hermanas, Gabriela Roepke estudió teatro en la Universidad de París y posteriormente en la Universidad de Carolina del Norte.
En 1943, Gabriela Roepke, junto a Pedro Mortheiru, Fernando Debesa y Teodoro Lowey, fundó El Teatro de Ensayo en la Universidad Católica de Chile,  antecesor de la Escuela de Teatro de la misma casa de estudios, fundada en 1948.
A pesar del hito institucional, el Teatro del Ensayo inicialmente recibió cuestionamientos por parte de la rectoría de la Universidad Católica de Chile:
“La primera etapa del Teatro de Ensayo fue compleja en relación con la actitud oficial de la universidad, ya que no contó con el apoyo muy entusiasta del rector monseñor Carlos Casanueva, quien era aconsejado, además, por un círculo de señoras que reprobaba estas actividades. Tampoco tuvo la simpatía del Consejo Superior, el cual era inflexible en materias económicas, sobre todo a una aventura tan riesgosa".
En 1966 la Universidad de Kansas en Estados Unidos le otorgó una plaza como profesora invitada del departamento de drama. Viviendo en Estados Unidos, Gabriela Roepke obtuvo una Beca Guggenheim y trabajó junto al director argentino Tito Capobianco, quien estaba a cargo del departamento de ópera de la escuela de música Juilliard. 
A raíz de esa experiencia, su obra Los peligros de la buena literatura y Una mariposa blanca fueron traducidos al inglés y esta última fue adaptada como ópera y presentada en el Lincoln Center of Performing Arts de Nueva York.
Gabriela Roepke se mantuvo impartiendo clases hasta los 85 años en Estados Unidos, cuando sufrió un accidente cerebrovascular y fue traída de vuelta a Chile por su familia.
Las obras de Roepke han sido descritas a menudo como "dramas psicológicos", absurdos, fantásticos y cómicos.
En 2023 se publica el compilado Obras reunidas (1944 - 1993).

## Obras

### Obras de teatro
- 1954. La invitación
- 1955. Los culpables (posteriormente titulado Juegos silenciosos)
- 1955. Las santas mujeres
- 1957. Una mariposa blanca[5]
- 1957. Los peligros de la buena literatura
- 1958. La telaraña [5]
- 1959. Juegos silenciosos[5]
- 1964. El bien fingido
- 1965. Un castillo sin fantasmas
- 1970. Martes 13 [1]

### Poesía
- 1944. Primeras canciones
- 1947. Jardín solo [5]